# Parivere
Koordinaten: 58° 40′ N, 23° 50′ O
Parivere ist ein Dorf (estnisch küla) in der Landgemeinde Lääneranna im Kreis Pärnu (bis 2017: Landgemeinde Lihula im Kreis Lääne).
Der Ort hat 68 Einwohner (Stand 31. Dezember 2011). Er liegt unmittelbar südlich der Stadt Lihula.

## Schatz von Parivere
Bei Parivere wurde 1924 ein Schatz aus der Wikingerzeit gefunden. Er besteht aus arabischen Münzen, einer byzantinischen Münze aus dem 10. Jahrhundert sowie einem menschenähnlichen Hängeschmuck (Berlocken) aus Silber.
Bereits Ende des 19. Jahrhunderts war bei dem Gehöft Tooma talu eine Bronzekette gefunden worden, die (angeblich) wieder vergraben wurde und seitdem verschollen ist.